# Jasenov (Košice)
Jasenov (in ungherese: Jeszenő) è un comune della Slovacchia facente parte del distretto di Sobrance, nella regione di Košice.